# Dorfkirche Gerswalde

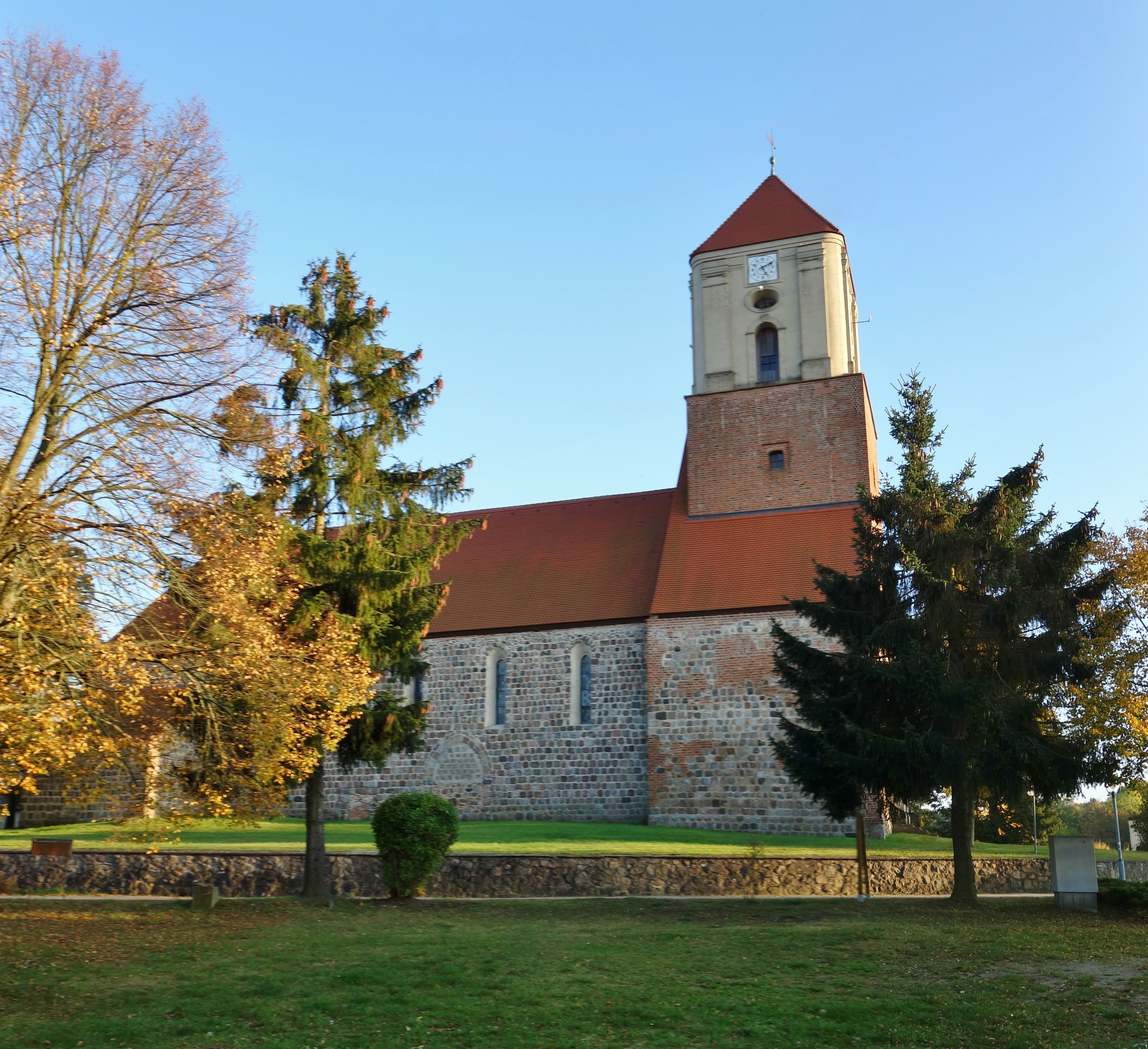
Dorfkirche Gerswalde

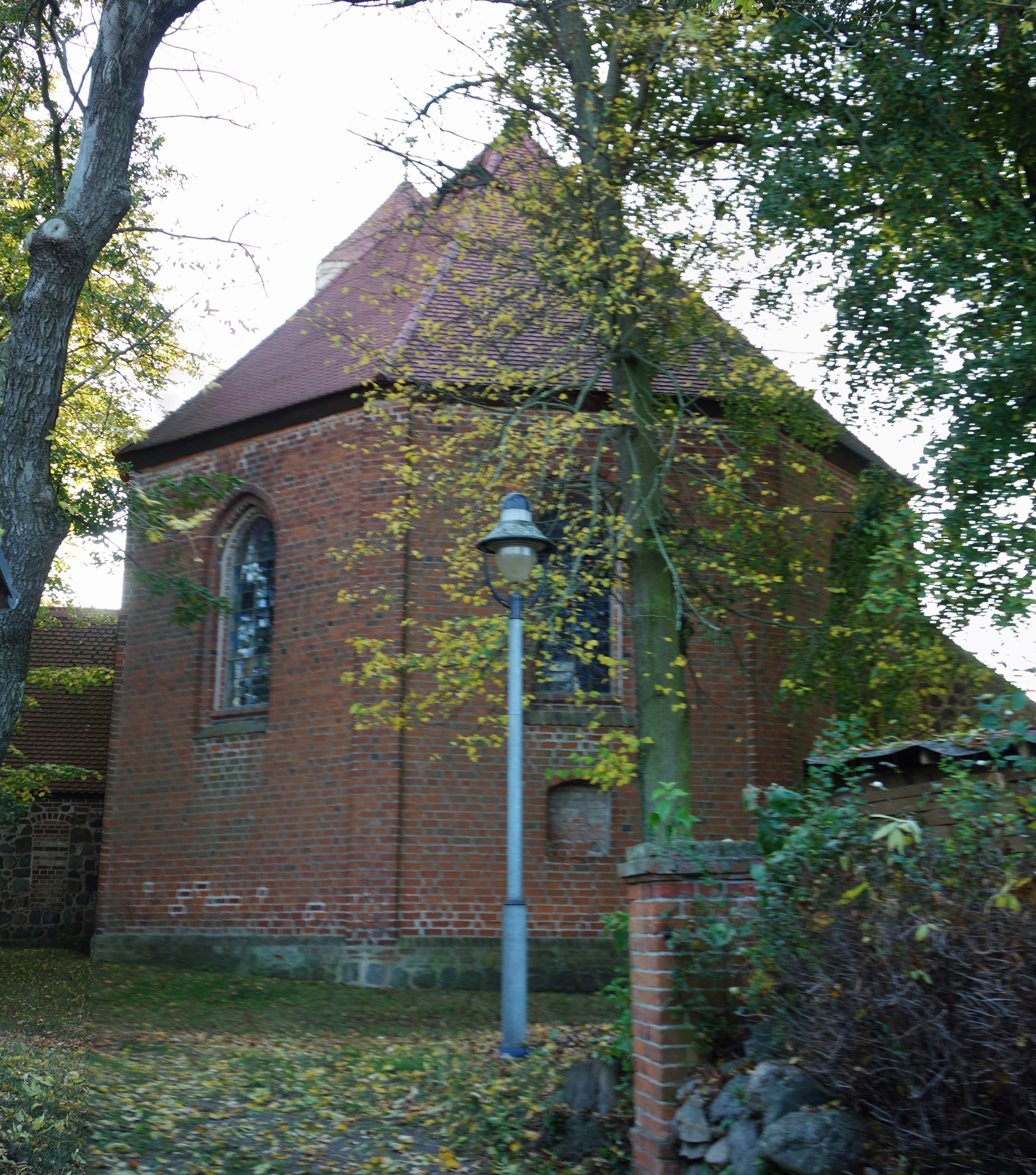
Ostansicht

Die evangelische Dorfkirche Gerswalde ist eine im Kern gotische Saalkirche aus Feldstein in Gerswalde im Landkreis Uckermark in Brandenburg. Sie gehört zur Kirchengemeinde Gerswalde im Kirchenkreis Uckermark der Evangelischen Kirche Berlin-Brandenburg-schlesische Oberlausitz.

## Geschichte und Architektur
Die große Feldsteinsaalkirche auf geschrägtem Sockel mit breiterem Westturm stammt aus der zweiten Hälfte des 13. Jahrhunderts und wurde vermutlich im 16. Jahrhundert um einen dreiseitigen Ostschluss aus Backstein ergänzt.
Im Norden ist eine Sakristei, im Süden eine Vorhalle mit Treppe zur Patronatsloge angebaut. Der Turm mit quadratischen Obergeschossen aus Backstein, pilastergegliedertem Glockengeschoss von 1753/1754 und Zeltdach wurde mehrmals durch Brand beschädigt und in den Jahren 1814–1820 wiederhergestellt. In den Jahren 2000–2002 erfolgte eine Restaurierung der Kirche.
Vermauerte Spitzbogenportale erschließen die Kirche im Norden und Süden, die ursprünglichen Lanzettfenster sind erhalten. Am Chor sind flache Strebepfeiler und breite Spitzbogenfenster mit gestuftem Gewände und dünnem Wulst eingebaut. An der Südwestecke des Turms ist eine beschädigte Sonnenuhr angebracht. Die Westfront ist mit einem Kriegerdenkmal aus dem Jahr 1928 in Form einer steinernen, neuklassizistischen Portalrahmung versehen, die Namen wurden nach 1945 entfernt. Links oberhalb davon ist ein Schachbrettstein eingemauert. Innen ist die Kirche durch zwei Reihen achteckiger Holzstützen dreischiffig unterteilt und durch eine Holzdecke sowie eine Westempore mit dreiteiligem klassizistischem Orgelprospekt aus der Zeit um 1820 ausgestaltet; der zur einheitlich dunkel gemaserten Ausstattung gehörige Altaraufsatz ist derzeit demontiert auf der Chorempore untergebracht. In der Nordwand ist eine spitz geschlossene Sakramentsnische eingelassen.

## Ausstattung
Das Hauptstück der Ausstattung ist ein hoher dreigeschossiger Altaraufsatz aus Holz mit reichem Beschlagwerkdekor aus dem Jahr 1625, der aus Schmölln stammt; mit säulen- oder pilastergerahmten Reliefs von Abendmahl, Kreuzigung und Auferstehung, seitlich in Muschelnischen sind die Evangelisten dargestellt, bekrönend ist die Himmelfahrt zu sehen (die Rückwände von Kreuzigung und Auferstehung fehlen).
Ein Gedenkmonument für die Pastoren Purgold († 1800) und Gysae († 1809) wurde in Form eines klassizistischen Postaments aus schwarz gefasstem Eisenguss gestaltet, die bekrönende Vase fehlt.
Die Orgel ist ein Werk von Ernst und Wilhelm Sauer aus dem Jahr 1852 mit 13 Registern auf einem Manual und Pedal, das 1996–2003 durch Christian Scheffler restauriert wurde.
Die Taufe ist ein Werk aus Eisenguss vom Anfang des 19. Jahrhunderts. Zwei silbervergoldete Kelche mit Patenen wurden um 1500 und 1739 geschaffen. Zwei Kronleuchter aus Messing entstanden in der ersten Hälfte des 19. Jahrhunderts. Eine Glocke wurde 1847 von Theordor Voß aus Stettin gegossen.